# St. Josef (Neu-Isenburg)

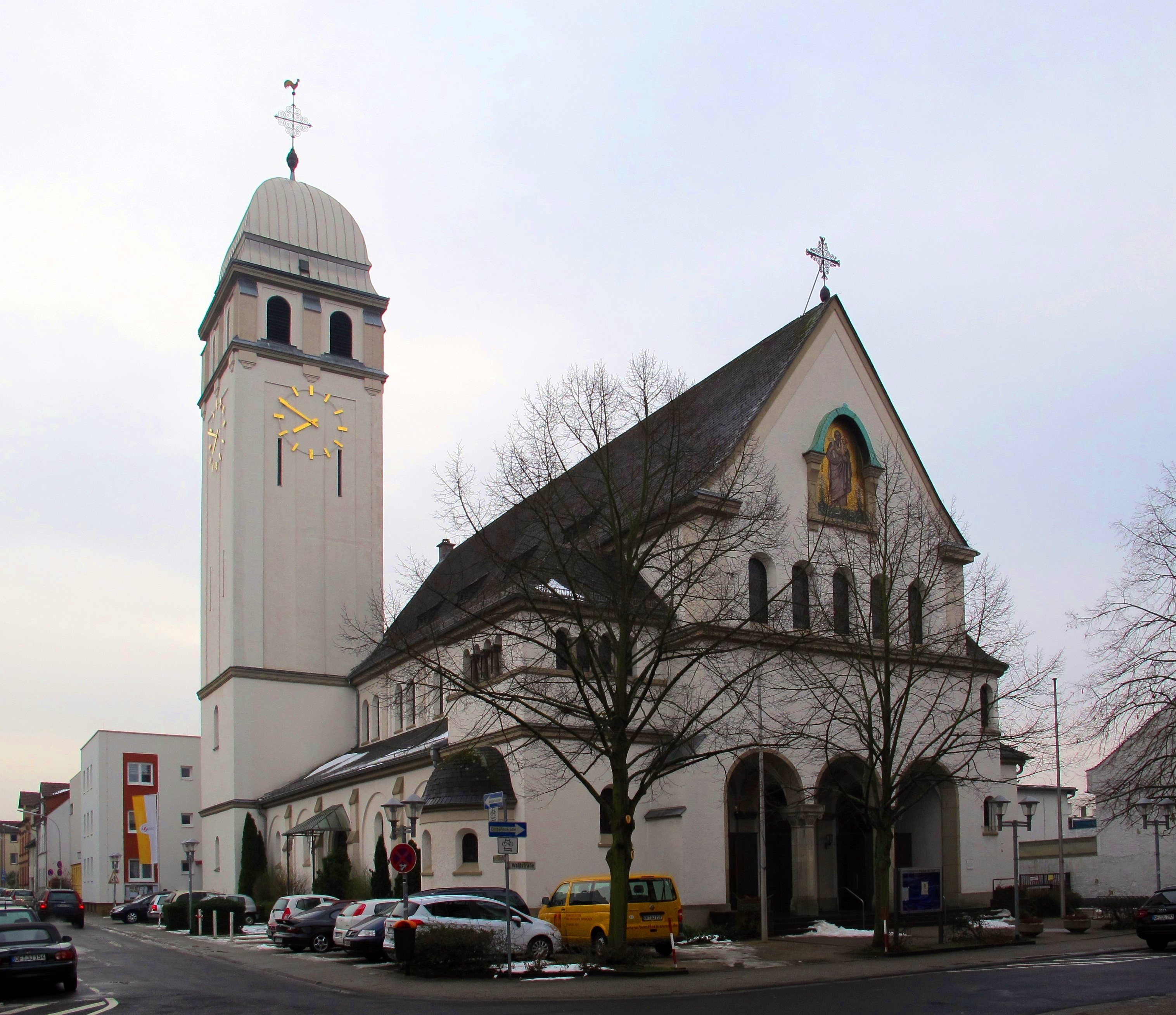
St. Josef (Neu-Isenburg)

Die römisch-katholische, denkmalgeschützte Kirche St. Josef steht in Neu-Isenburg, einer Mittelstadt im Landkreis Offenbach in Hessen. Die Kirchengemeinde gehört zum Pfarreienverbund Neu-Isenburg im Pastoralraum Dreieich-Neu-Isenburg der Region Mainlinie des Bistums Mainz.

## Geschichte
Die Kirche in Form einer Basilika im Stil des Eklektizismus mit neuromanischen und auch byzantinischen Einflüssen wurde 1910/11 nach einem Entwurf des Architekten Hans Rummel gebaut und am 23. Oktober 1911 durch den Mainzer Bischof Georg Kirstein geweiht. 

## Beschreibung

### Außen
Das hohe, mit einem steilen Satteldach gedeckte Mittelschiff wird begleitet durch zwei Seitenschiffe und nach Osten abgeschlossen durch einen eingezogenen und niedrigeren halbrunden Chor.
Die Fassade im Westen ist durch eine Arkade geprägt, die zum Portal führt. 
Der quadratische, mit einer Glockenhaube bedeckte Kirchturm steht in der Ecke vom nördlichen Seitenschiff und dem östlichen Chor. In seinem Glockenstuhl hängen vier Kirchenglocken, die 1954 von Friedrich Wilhelm Schilling gegossen wurden. 
| Glocke | Name            | Gewicht | Durchmesser | Schlagton | Inschrift |
| ------ | --------------- | ------- | ----------- | --------- | --- |
| 1      | Christus-Glocke | 1731 kg | 1348 mm     | es′       | „Christus gestern, Christus heute, Christus in Ewigkeit. Darin ist die Liebe Gottes erfüllt.“ |
| 2      | Marien-Glocke   | 932 kg  | 1106 mm     | ges′      | „Im Heiligen Jahr Mariens – 1954 – rief ich zum ersten Mal zu Gebet und Buße: Königin des Friedens, bitte für uns.“ |
| 3      | Josephs-Glocke  | 630 kg  | 977 mm      | as′       | „Die Lebenden mahne ich. Die Toten begleite ich, St. Joseph – Schutzherr unserer Kirche – Patron der Sterbenden – bitte für uns. Das unter Pfr. Johannes Schweinsberger geschaffene und in beiden Weltkriegen geopferte Geläut, Herz Jesu, Maria, Joseph, Cäcilia, Fidelius, Amalberga, mahne zum Frieden.“ |
| 4      | Cäcilia-Glocke  | 433 kg  | 866 mm      | b′        | „St. Cäcilia, bitte für uns. Ich singe zur Ehre Gottes und zur Freude der Menschen.“ |

2021 wurde das Geläut saniert: Der Glockenstuhl und die Joche aus Stahl wurden durch einen Eichenholzglockenstuhl und Eichenholzjoche ersetzt. Ebenso wurden die Klöppel erneuert.

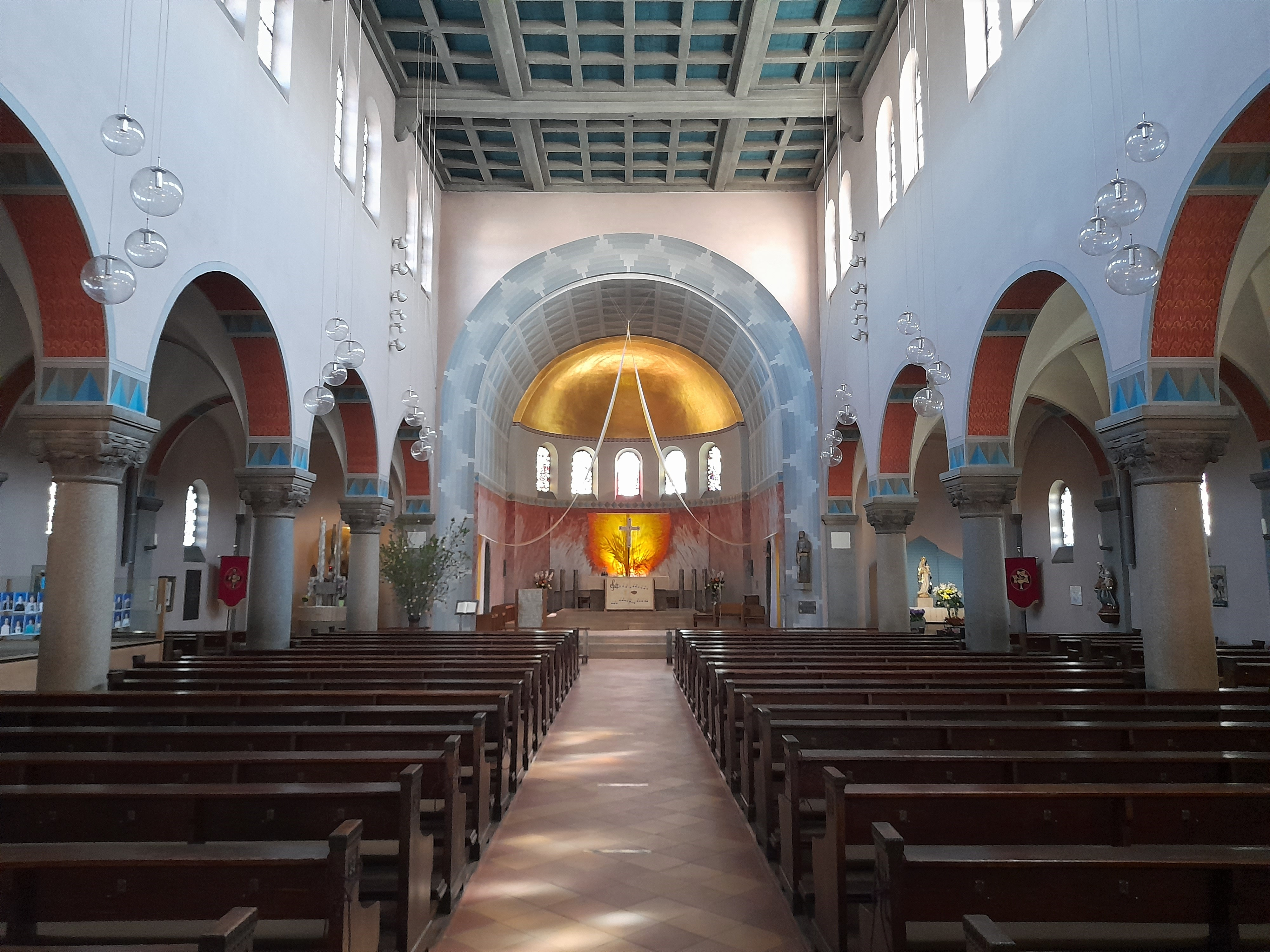
Innenraum der Kirche

### Innen
Das Mittelschiff ist im Inneren mit einer Kassettendecke überspannt, die Seitenschiffe mit Gewölben und der Chor mit einem Tonnengewölbe. Am Anfang des 21. Jahrhunderts wurde der Innenraum von Damaris Wurmdobler ausgemalt. 
Im Chor sind fünf Buntglasfenster zu sehen: Christus in der Mitte ist umgeben von den vier Evangelisten Matthäus, Markus, Lukas und Johannes.
Die Orgel auf der Empore im hinteren Teil der Kirche verfügt über 31 Register auf zwei Manualen und einem Pedal. Sie wurde 2000 als Opus 46 von Orgelbauer Karl Göckel gebaut.